# Bedřich Bloudek
Bedřich Bloudek (24. března 1815 Křižanov (okres Žďár nad Sázavou) – 11. srpna 1875 Toplice Topusko, Chorvatsko) byl český důstojník, který se v roce 1848 zúčastnil Slovenského povstání.

## Život
Po ukončení školy vstoupil Bedřich Bloudek do rakouské armády a stal se důstojníkem.
Během revoluce roku 1848 se Bedřich Bloudek stal panslavistou. Zúčastnil se Slovanského sjezdu v Praze v létě 1848 a vyznamenal se zde i v bojích na barikádách během Pražského svatodušního povstání. Na podzim 1848 se ujal hlavní role ve Slovenském povstání. Dne 16. září 1848 vytáhl z Moravy na Slovensko jako vůdce 600členného oddílu, který sestával převážně z českých studentů. Oddíl, ke kterému se připojili i četní Slováci, dorazil do Myjavy, kde byla o dva dny později vyhlášena nezávislost Slovenska na Maďarsku. Bloudek pokračoval v tažení do Brezové pod Bradlom, Senice a Staré Turé. Nakonec byl však nucen se dne 28. září 1848 stáhnout zpět na Moravu.
Po rozhodnutí rakouského císaře potlačit Maďarskou revoluci se Bedřich Bloudek, stejně jako mnozí další představitelé slovenských zájmů, postavil na stranu vídeňské vlády. V listopadu se stal velitelem slovenského dobrovolnického sboru, který byl pod rakouským vrchním velením. Do ledna 1849 se mu se svými jednotkami podařilo ovládnout velkou část Slovenska, ale v dubnu musel ustoupit přes Jablunkovský průsmyk před maďarskou armádou. Udává se, že v rámci tažení při ústupu zachránil velkou část zásob císařských vojsk, vedených Alfredem Windischgrätzem.
Bedřich Bloudek opustil rakouskou armádu jako podplukovník (německy Oberstleutnant). Zemřel dne 11. srpna 1875 v termálních lázních Toplice Topusko v dnešním Chorvatsku.